# ۶۸۵ (خورشیدی)
۶۸۵ ششصد و هشتاد و پنجمین سال هجری خورشیدی است.